# Celiakia
Celiakia, choroba trzewna, enteropatia z nadwrażliwości na gluten – choroba glutenozależna o charakterze autoimmunologicznym, uwarunkowana odpowiedzią immunologiczną organizmu wywołaną przez gluten i związane z nim prolaminy, występująca u osób genetycznie predysponowanych. Charakteryzuje się obecnością objawów klinicznych zależnych od glutenu, obecnością w surowicy przeciwciał specyficznych dla choroby trzewnej, HLA-DQ2 i/lub DQ8.
Nieprawidłowa reakcja immunologiczna polega na nadmiernej odpowiedzi układu odpornościowego na grupę białek zbożowych, zwanych prolaminami, a dokładniej na pochodzące z nich frakcje: gliadynę (w pszenicy), sekalinę (w życie), hordeinę (w jęczmieniu). Istnieją sprzeczne dane co do wyłączania owsa (aweniny) z diety, ponieważ wiele badań wskazuje na jego bezpieczeństwo. Owies jest bezpieczny dla 95% pacjentów z chorobą trzewną, jeśli nie jest skażony domieszką innych, niezgodnych z dietą ziaren. Należy zaznaczyć, że gluten nie jest w stanie wywołać tej choroby, a jedynie ujawnić jej obecność.

## Epidemiologia
Choroba trzewna występuje zarówno u dzieci, jak i u dorosłych. Częstość jej występowania jest na zbliżonym poziomie, choć różni się nieco w zależności od kraju. Celiakia jest jedną z najczęstszych chorób przewodu pokarmowego w Europie. Szacuje się, że choroba trzewna występuje z częstością od 1:80 do 1:300.
W Polsce nie prowadzi się krajowego rejestru chorych na celiakię, dlatego dane epidemiologiczne są jedynie szacunkowe. Większość przypadków celiakii pozostaje nierozpoznana. Szacuje się, że na celiakię choruje około 1% populacji, czyli w Polsce około 400 000 osób.
Ryzyko zachorowania u pacjenta, którego krewny pierwszego stopnia choruje na celiakię, jest znacząco wyższe i wynosi 1:22 (podczas gdy dla tego samego badania ryzyko populacyjne oszacowano na 1:133), dla pokrewieństwa drugiego stopnia 1:39. U bliźniąt jednojajowych, gdy jeden z bliźniaków jest chory, ryzyko zachorowania drugiego wynosi aż 75%. Choroba trzewna występuje dwa razy częściej u kobiet.
Uważa się, że klasyczna postać choroby występuje tylko u 30–40% chorych, częściej występuje postać niema i ukryta.

## Objawy i postacie kliniczne

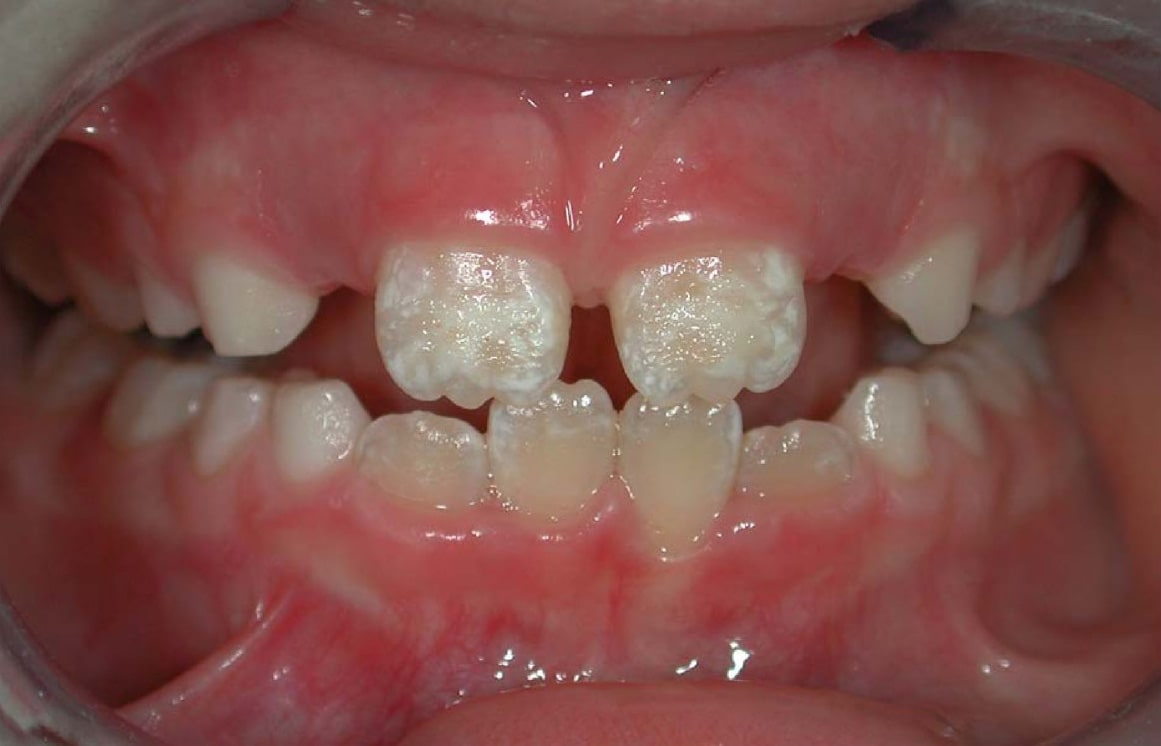
Hipoplazja szkliwa u pacjenta z chorobą trzewną

Obraz kliniczny jest uzależniony od wieku pacjenta i od postaci klinicznej choroby. Wyróżnia się cztery postacie celiakii: postać klasyczną, niemą, utajoną oraz potencjalną.
- postać jawna (inne nazwy: klasyczna, pełnoobjawowa, aktywna) – występuje w ok. 30% przypadków – ból brzucha, przewlekła biegunka, obfite cuchnące stolce tłuszczowe, wzdęcia, powiększenie obwodu brzucha, spadek masy ciała[15], zahamowanie przyrostu masy ciała i długości po wprowadzeniu glutenu, zahamowanie wzrostu i dojrzewania u dzieci, niedokrwistość[15], osteoporoza[16].
- postać niema (ubogoobjawowa) – mimo braku klasycznych objawów zespołu złego wchłaniania rozpoznaje się typowe zmiany w błonie śluzowej jelita oraz obecność w surowicy typowych przeciwciał. Klinicznie może manifestować się: niedokrwistością, nietolerancją laktozy[17], nietolerancją sacharozy, hipokalcemią z wczesną osteoporozą[16], niedoborem wzrostu i masy ciała. Tę postać choroby częściej obserwuje się u krewnych pierwszego stopnia chorych na celiakię, u osób z cukrzycą i innymi chorobami autoimmunologicznymi.
- postać utajona[17] (latentna, późno ujawniająca się) – występuje u dzieci starszych i osób dorosłych, u których w przeszłości rozpoznano zanik kosmków jelitowych i objawy kliniczne celiakii, ale ustąpiły po zastosowaniu diety bezglutenowej. Pod wpływem zadziałania niekorzystnych czynników (stres, operacja, ciąża, przewlekłe zakażenia przewodu pokarmowego[17]) może dojść do nawrotu objawów.
- postać potencjalna[17] – w tej postaci nie stwierdza się objawów klinicznych ani nie stwierdza się zaniku kosmków jelitowych, jednak rozpoznaje się haplotyp HLA DQ2 i/lub DQ8 i obecność przeciwciał specyficznych dla choroby trzewnej.

| Klasyfikacja choroby trzewnej | Objawy kliniczne          | Biopsja dwunastnicy (klasyfikacja Marsha) | Przeciwciała EmA, tTG, DPG | Haplotypy HLA DQ2 i/lub HLA DQ8 |
| ----------------------------- | ------------------------- | ----------------------------------------- | -------------------------- | ------------------------------- |
| Choroba trzewna jawna         | typowe objawy enteropatii | 3 a, b, c                                 | +                          | +                               |
| Choroba trzewna niema         | atypowe                   | 2, 3                                      | +                          | +                               |
| Choroba trzewna utajona       | bez objawów               | 0, 1                                      | +/−                        | +                               |
| Potencjalna choroba trzewna   | bez objawów               | 0                                         | +                          | +                               |

## Manifestacja pozajelitowa choroby trzewnej
| Układ/narząd              | Objaw |
| ------------------------- | --- |
| Jama ustna                | nawracające afty, hipoplazja szkliwa, próchnica zębów. |
| Skóra                     | choroba Dühringa |
| Układ endokrynny          | cukrzyca typu I, zapalenie tarczycy Hashimoto, niedoczynność przytarczyc, choroba Addisona, choroba Gravesa-Basedowa, hipogonadyzm.                                                      |
| Zaburzenia hematologiczne | skaza małopłytkowa, niedokrwistość, autoimmunologiczna niedokrwistość hemolityczna. |
| Układ krwionośny          | choroba Raynauda. |
| Układ kostno-stawowy      | osłabienie siły mięśniowej, zapalenie stawów. |
| Zmiany metaboliczne       | niedobór witamin rozpuszczalnych w tłuszczach (A, D, E, K), podwyższony poziom cholesterolu, tężyczka (hipokalcemia).                                                                    |
| Objawy oczne              | zapalenie tęczówki, ciała rzęskowego. |
| Układ nerwowy             | ataksja, padaczka, migrena, postępujący zespół móżdżkowy, zwyrodnienie rdzeniowo-móżdżkowe, zwapnienia w mózgu z drgawkami, miopatia i neuropatia obwodowa (niedobór witaminy B12 i B1). |
| Zaburzenia psychiatryczne | schizofrenia, autyzm, otępienie, depresja. |
| Układ rozrodczy           | brak miesiączki, opóźnione miesiączkowanie, nieregularne miesiączki, niepłodność, nawykowe poronienia, hipotrofia wewnątrzmaciczna, niska urodzeniowa masa ciała.                        |

Istnieją doniesienia o niewielkim zwiększeniu ryzyka wystąpienia raka jelita grubego.

## Patogeneza
Patogeneza choroby trzewnej jest wieloczynnikowa. Chorobę trzewną można traktować jako chorobę autoimmunologiczną, ponieważ występują przeciwciała przeciwko własnym antygenom. Występuje zdecydowanie częściej u osób genetycznie predysponowanych. Jej odmienność od innych chorób polega na ustępowaniu objawów choroby, zmian w jelicie i zaniku przeciwciał po usunięciu glutenu – czynnika sprawczego.
Chorobę trzewną wywołują składniki popularnych w Polsce zbóż: pszenicy, żyta i jęczmienia. Gluten zawarty w pszenicy, sekalina (składnik żyta) i hordeina (składnik jęczmienia) są przyczyną nieprawidłowej odpowiedzi immunologicznej u predysponowanych osób. W efekcie dochodzi do uszkodzenia, a nawet całkowitego zaniku kosmków jelitowych, których fizjologiczną rolą jest wchłanianie małocząsteczkowych związków będących produktami procesu trawienia. Zmniejsza się również aktywność disacharydaz, a tym samym rośnie ryzyko rozwoju nietolerancji laktozy. Również liczba komórek produkujących hormony jelitowe obniża się, co prowadzi do zaburzeń motoryki, upośledzenia czynności trzustki i nasilenia zaburzeń trawienia i wchłaniania. W efekcie tych procesów dochodzi do upośledzenia wchłaniania składników odżywczych, rozwoju przewlekłej biegunki, zespołów niedoborowych i wyniszczenia organizmu. Przed wprowadzeniem leczenia dietetycznego choroba trzewna wiązała się z 12% śmiertelnością (badanie retrospektywne z 1939 roku).

### Rola prolamin
Prolaminy są to białka zapasowe obecne w nasionach traw, w tym zbóż, bogate w glutaminę i prolinę. Białka te są oporne na działanie proteaz. Do prolamin zaliczane są również gluten, sekalina, hordeina. Jeden z elementów gluteiny (frakcja glutenu rozpuszczalna w wodzie i alkoholu) oddziałuje na enterocyty, prowadząc do zmniejszenia szczelności ciasnych połączeń międzykomórkowych i zwiększenia przepuszczalności bariery jelitowej. Umożliwia to przechodzenie do krążenia makropeptydów, w tym glutenu, gdzie staje się on dostępny dla układu immunologicznego i wywołuje odpowiedź ze strony limfocytów Th.

### Rola transglutaminazy tkankowej i autoprzeciwciał

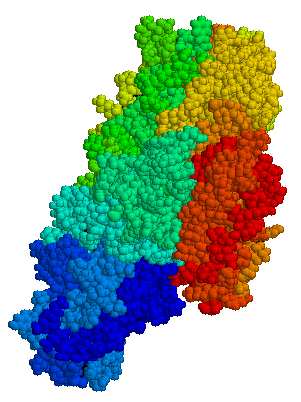
Transglutaminaza tkankowa

Transglutaminaza tkankowa (tTG) jest enzymem biorącym udział w wielu procesach biochemicznych. Jednym z jej substratów jest gliadyna. Peptyd jest modyfikowany przez tTg za pomocą dwóch reakcji: deamidowania (usunięcie grupy amidowej z reszty glutaminy) lub transamidacji (trzykrotnie częstsza reakcja, polega na sieciowaniu reszty glutaminowej z gliadyny do lizyny). Powstałe w wyniku tego procesu białka stają się bardziej immunogenne. Transamidacja może również przebiegać poza centrum aktywnym enzymu, jednocześnie tworzy się trwałe wiązanie gliadyny z tTG. Powoduje to powstanie nowych epitopów, które wywołują odpowiedź immunologiczną z powstawaniem przeciwciał przeciw tTG.
W surowicy pacjentów wykrywa się, obok przeciwciał przeciw transglutaminazie tkankowej (tTG), przeciwciała przeciwendomyzjalne (EmA), przeciwretikulinowe (ArA), przeciwgliadynowe (AgA) i przeciwciała przeciwko deaminowanym peptydom gliadyny (DGP). Przeciwciała przeciwendomyzjalne uważa się za rodzaj przeciwciał przeciw transglutaminazie tkankowej znajdującej się na powierzchni komórki. Przeciwciała znajdują zastosowanie w diagnostyce choroby, w klasie IgA oznaczane są przeciwciała przeciwendomyzjalne (EmA), przeciwko tkankowej transglutaminazie (tTG) oraz przeciwciała przeciwko deaminowanym peptydom gliadyny (DGP).
Opisywane są przypadki serokonwersji testu wykrywającego przeciwciała przeciw transglutaminazie tkankowej u dzieci, które przebyły biegunkę rotawirusową.

### Genetyka
Zdecydowana większość pacjentów chorych na celiakię posiada jeden z dwóch typów HLA-DQ: HLA-DQ2 albo DQ8. Gen ten jest częścią MHC klasy II układu receptora prezentującego antygen oraz umożliwia układowi odpornościowemu odróżnienie komórek własnych od obcych. Gen ten jest zlokalizowany na krótkim ramieniu chromosomu szóstego, a ze względu na związek z celiakią locus jest określane jako CELIAC1.
Wyróżniono siedem typów HLA DQ (DQ2 i DQ4–DQ9). Ponad 99% pacjentów z celiakią posiada izoformy DQ2 lub DQ8.
Receptory będące produktem tych genów ze względu na większą zdolność do wiązania ujemnie naładowanych reszt aminokwasowych wiążą mocniej peptydy gliadyny niż inne formy tego receptora. Antygen związany z cząstką MHC klasy II jest następnie prezentowany limfocytom CD4+ i następnie je aktywuje.
Większość pacjentów chorych na celiakię nosi dwugenowe haplotypy HLA-DQ2 zwane jako haplotypy DQ2.5. Haplotyp ten składa się z dwóch sąsiadujących alleli genu, DQA1*0501 i DQB1*0201, które kodują dwie podjednostki, DQ α5 i DQ β2. W większości przypadków izoforma DQ2.5 kodowana jest przez jeden z dwóch chromosomów 6 dziedziczonych od rodziców. Większość chorych na celiakię odziedzicza jedną kopię haplotypu DQ2.5, podczas gdy niektórzy dziedziczą od obu rodziców, będąc wówczas bardziej narażonym na poważne komplikacje. Niektóre osoby dziedziczą DQ2.5 od jednego z rodziców oraz części haplotypu (DQB1*02 lub DQA1*05) od drugiego z rodziców, co zwiększa ryzyko.
Tylko około niecały 1% osób z chorobą trzewną nie posiada HLA DQ2 i/lub DQ8.

### Czynniki immunologiczne
Kluczową rolę w inicjacji nieprawidłowej odpowiedzi immunologicznej pełni nieprawidłowa regulacja przez limfocyty T CD4+ TCRαβ. Cząsteczki HLA-DQ2 i HLA-DQ8 wykazują preferencję do łączenia się z polipeptydami bogatymi w aminokwasy o ładunku ujemnym. Dezaminacja glutenu przez transglutaminazę tkankową powoduje dodatkowe zwiększenie powinowactwa do glutenu, białka bogatego w prolinę i glutaminę. Dezaminacja glutenu zwiększa 50–100 krotnie jego powinowactwo do receptora TCR. Gluten ulega fagocytozie, a następnie prezentacji przez komórki APC. Następnie antygen jest rozpoznawany przez swoiste receptory TCR limfocytów Th, dochodzi do wydzielania cytokin prozapalnych, w tym IFN-α, TNF-α, IL-2 i IL-6. Rozwija się efektorowy etap odpowiedzi. W tym etapie najważniejszą rolę pełnią limfocyty CD8+ – limfocyty T cytotoksyczne, które doprowadzają do zniszczenia enterocytów. Dochodzi do uszkodzenia kosmków jelitowych błony śluzowej jelita cienkiego, w efekcie do zmniejszenia produkcji enzymów trawiennych oraz upośledzenia wydzielania hormonów tkankowych produkowanych w przewodzie pokarmowym. Na skutek tych uszkodzeń dochodzi do zaburzenia motoryki jelit, nieprawidłowego trawienia oraz wchłaniania substancji zawartych w pokarmie i do powstania związanych z tym faktem niedoborów.

## Diagnostyka
| Test                                               | Czułość | Swoistość |
| -------------------------------------------------- | ------- | --------- |
| Przeciwciała przeciwko transglutaminazie tkankowej | 91%     | 99%       |
| Przeciwciała przeciwko endomysium                  | 81%     | 99%       |

W diagnostyce największe znaczenie ma oznaczenie charakterystycznych przeciwciał, stwierdzenie w badaniu histopatologicznym zmian w bioptatach błony śluzowej dwunastnicy oraz stwierdzenie haplotypów HLA DQ2 i/lub DQ8.

### Badania serologiczne

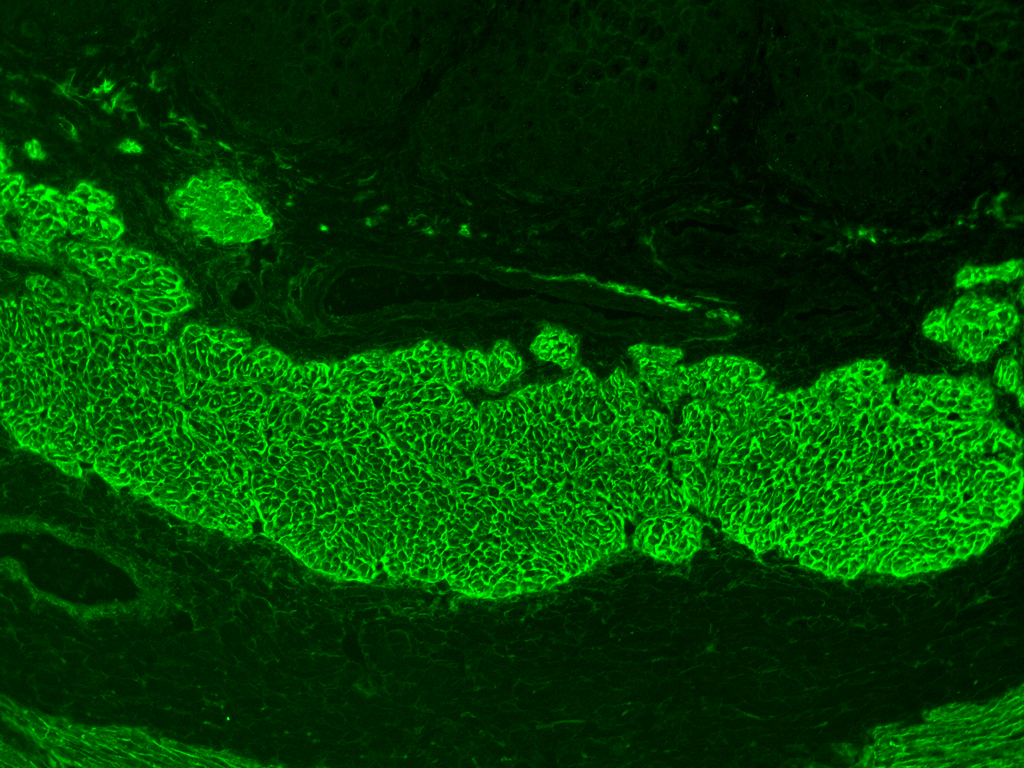
Immunofluorescencja – przeciwciała przeciwendomyzjalne

W diagnostyce choroby trzewnej oznaczane są przeciwciała przeciwendomyzjalne (EmA), przeciwko tkankowej transglutaminazie (tTG) oraz przeciwciała przeciwko deaminowanym peptydom gliadyny (DGP) w klasie IgA, po wcześniejszym wykluczeniu niedoboru IgA, dlatego równocześnie należy wykonać ocenę całkowitego stężenia IgA. Jeśli poziom IgA wynosi <0,2 g/L, to przeciwciała są oznaczane w klasie IgG. Przeciwciała przeciwgliadynowe (AGA) zostały uznane za nieswoiste.
W interpretacji wyniku poziomu powinno się uwzględnić całkowity poziom IgA w surowicy, rodzaj spożytego glutenu, sposób konsumpcji glutenu, wiek pacjenta i wpływ leków immunosupresyjnych. Ujemny wynik nie jest wiarygodny w przypadku, gdy gluten był wycofany z diety przez dłuższy okres (kilka tygodni do roku) lub ekspozycja była krótka.
Oznaczenie tTGA jest zalecanym testem przesiewowym, gdyż cechuje się bardzo dużą czułością (ponad 90%) oraz swoistością (prawie 100%). Badania serologiczne mają wartość w badaniach przesiewowych, ale nie można tylko na podstawie ich dodatniego wyniku postawić rozpoznania, jednakże w przypadku ujemnego wyniku można wykluczyć celiakię.
Markery serologiczne celiakii po raz pierwszy na świecie opisał profesor Tadeusz Chorzelski z Kliniki Dermatologii Akademii Medycznej w Warszawie.

### Badanie genetyczne
W diagnostyce choroby trzewnej zaleca się oznaczanie alleli HLA-DQ2 i/lub DQ8. U pacjentów z celiakią częstość występowania HLA-DQ2 szacuje się na 90–95%, a HLA-DQ8 na 5–10%, podczas gdy w populacji ogólnej DQ2 na 25–30%, a HLA-DQ8 na 5–15%. Tylko około niecały 1% osób z chorobą trzewną nie posiada HLA DQ2 i/lub DQ8. Nieobecność antygenów HLA-DQ2 lub HLA-DQ8 praktycznie wyklucza chorobę.

### Badanie histopatologiczne

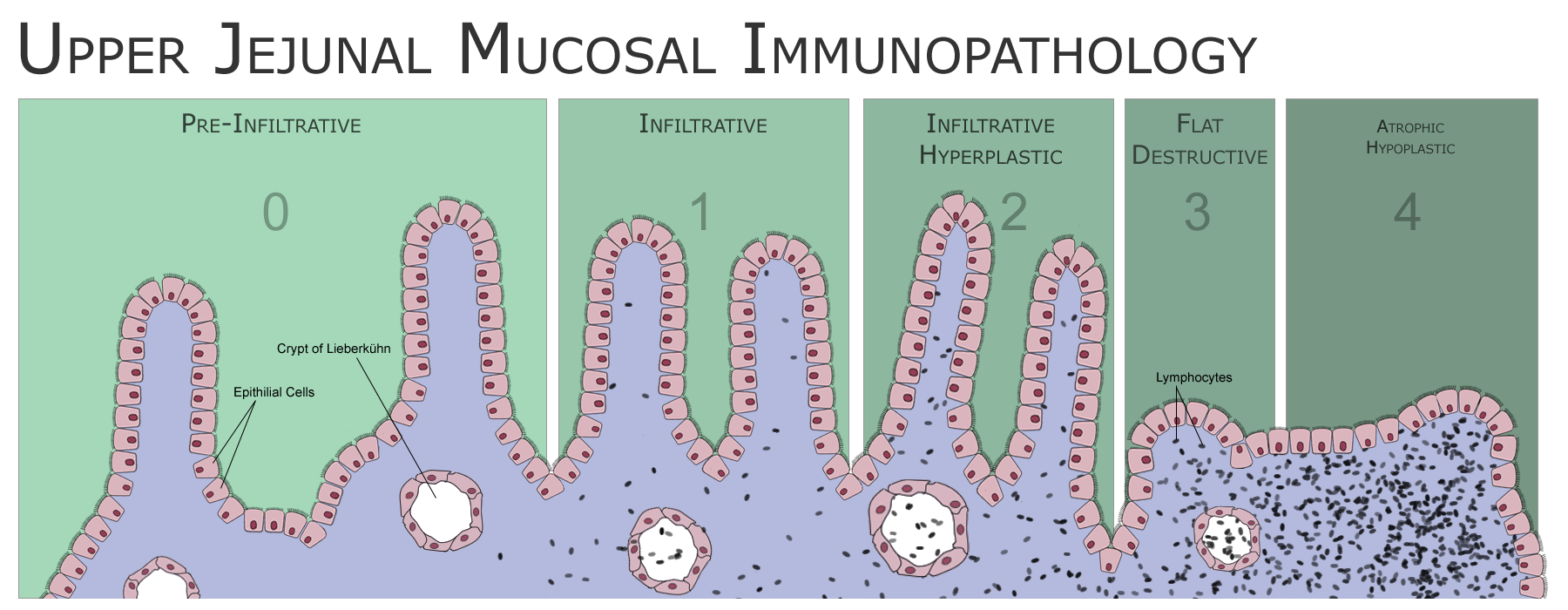
Schematyczne przedstawienie skali Marsha

Badanie histopatologiczne wycinka błony śluzowej jelita cienkiego ma kluczowe znaczenie w rozpoznaniu celiakii, która nie może być rozpoznana bez wykonania biopsji jelita cienkiego. Wycinki są pobierane podczas endoskopowego badania dwunastnicy (gastroduodenoskopia) za pomocą kleszczyków lub biopsji ssącej przy pomocy kapsułki Crosby’ego wprowadzanej podczas endoskopii. Kapsułka może być również połknięta, choć wiąże się to z koniecznością radiologicznej kontroli lokalizacji kapsułki. Konieczne jest pobranie wycinków z opuszki dwunastnicy (>1 miejsca) oraz z dalszych części dwunastnicy (>4 miejsc). Błona śluzowa powinna zostać pobrana poniżej brodawki Vatera. Próbka jest oceniana zgodnie z klasyfikacją Marsha. W zaleceniach przyjmuje się zmiany typu 2 i 3 według Marsha jako patologię charakterystyczną dla choroby trzewnej.

### Endoskopia

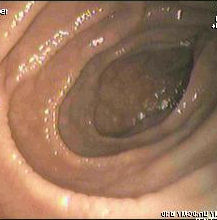
Endoskopowy obraz dwunastnicy pacjenta z chorobą trzewną

Badanie endoskopowe dwunastnicy uwidacznia zmniejszenie liczby, spłaszczenie lub zanik fałdów dwunastnicy, wyżłobienie ich brzegów, mozaikową strukturę powierzchni błony śluzowej oraz prześwitujące naczynia błony śluzowej. W trakcie badanie pobiera się próbki do badania histopatologicznego.

### Badania laboratoryjne[45]
- niedokrwistość z niedoboru żelaza: zmniejszenie stężenia hemoglobiny (Hb), spadek MCV, MCH,
- zmniejszenie stężenia we krwi: żelaza, kwasu foliowego, wapnia, witaminy D i K,
- hipoalbuminemia.

## Kryteria rozpoznania
Poprzednie kryteria rozpoznania celiakii zostały ustalone w 1997 przez ESPGHAN (European Society for Paediatric Gastroenterology, Hepatology and Nutrition).
Dla rozpoznania choroby konieczne było stwierdzenie:
1. przynajmniej 2 z 3 przeciwciał charakterystycznych dla choroby trzewnej (EmA, tTG, DPG);
2. charakterystycznych zmian morfologicznych w błonie śluzowej jelita cienkiego;
3. zaniku przeciwciał po wprowadzeniu diety.

Aktualne wytyczne ESPGHAN z 2012 r. proponują u dzieci i młodzieży kilka ścieżek diagnostycznych zależnie od występowania objawów wskazujących na celiakię lub występowania obciążenia genetycznego.

## Wskazania do wykonania badań przesiewowych
Ze względu na dużą różnorodność często niecharakterystycznych objawów zaleca się wykonywanie badań przesiewowych w wybranych grupach pacjentów. Według zaleceń ESPGHAN z 1997 r. testy diagnostyczne powinny być zalecane w przypadku 2 grup pacjentów: u pacjentów z objawami klinicznymi mogących budzić podejrzenie celiakii oraz w grupie zwiększonego ryzyka zachorowania na chorobę trzewną.

### Grupa 1 – pacjenci z niewyjaśnionymi objawami podmiotowymi i przedmiotowymi
- przewlekła lub nawracająca biegunka,
- przewlekły ból brzucha,
- przewlekłe zaparcia,
- wzdęcia,
- nudności, wymioty,
- ubytek masy ciała,
- zahamowanie wzrostu,
- opóźnienie rozwoju,
- opóźnienie pokwitania,
- brak miesiączki,
- niedokrwistość z niedoboru żelaza,
- przewlekłe zmęczenie,
- nawracające aftowe zapalenie jamy ustnej,
- choroba Dühringa,
- złamania kości nieuzasadnione urazem, osteopenia, osteoporoza,
- nieprawidłowe wyniki testów biochemicznych funkcji wątroby.

### Grupa 2 – pacjenci bez objawów ze stanami zwiększającymi ryzyko występowania celiakii
- krewni pierwszego stopnia osób z chorobą trzewną,
- zespół Downa,
- zespół Turnera,
- zespół Williamsa,
- selektywny niedobor IgA,
- cukrzyca typu 1,
- zapalenie tarczycy Hashimoto,
- autoimmunizacyjne choroby wątroby (autoimmunologiczne zapalenie wątroby, pierwotne stwardniające zapalenie dróg żółciowych).

## Leczenie
Jedyną metodą leczenia jest dieta bezglutenowa, która polega na całkowitej i nieprzerwanej eliminacji z pożywienia pszenicy, żyta i jęczmienia. Dieta bezglutenowa powinna być zalecana u każdego pacjenta z objawową postacią choroby trzewnej ze zmianami w jelicie cienkim oraz u pacjentów bezobjawowych ze zmianami w jelicie cienkim. Lekarz powinien rozważyć leczenie pacjentów z obecnością przeciwciał i prawidłową biopsją dwunastnicy. Zwykle dzienne spożycie glutenu >100 mg/dobę prowadzi do rozwoju objawów. Bezpieczna zawartość glutenu w diecie wynosi <35 mg/dobę, jednak część pacjentów nie toleruje spożycia na poziomie 10 mg/dobę. Ryż i kukurydza są produktami dozwolonymi. Owies jest bezpieczny dla 95% pacjentów z chorobą trzewną, jeśli nie jest skażony domieszką innych, niedozwolonych ziaren. Na początku leczenia stosuje się dietę ubogotłuszczową i ubogolaktozową. Dieta bezglutenowa zawiera zbyt mało błonnika, co może wiązać się ze zwiększonym ryzykiem wystąpienia zaparć. Pacjenci powinni uzupełniać dietę o pełnoziarnisty ryż, kukurydzę, ziemniaki i owoce. Dietę bezglutenową należy również uzupełniać o witaminy z grupy B, witaminę D, wapń, żelazo, cynk i magnez. Konieczna jest obserwacja i wczesne wykrywanie niedoborów składników odżywczych, mikroelementów, elektrolitów, witamin D oraz K, żelaza i w razie ich stwierdzenia – wyrównanie niedoborów. Konieczna jest również obserwacja układu kostnego pod kątem przedwczesnej osteoporozy. Inny problem stanowi zwiększona częstość występowanie otyłości w następstwie stosowania diety bezglutenowej. Opublikowano również badania, w których usiłowano zmniejszyć toksyczność glutenu. Według jednego z nich doustne spożycie enzymu bakteryjnego, prolylendopeptydazy, zmniejsza jego toksyczność, co być może w przyszłości zostanie wykorzystane w terapii.
| Niektóre produkty zawierające gluten, niedozwolone w chorobie trzewnej |
| --- |
| - mąka pszenna, - mąka żytnia, - makarony zwykłe, - pieczywo zwykłe (chleb biały i razowy, bułki) i chrupkie, - kasze: manna, kasza jęczmienna, - otręby pszenne, - ciasta, herbatniki oraz inne słodycze zawierające mąkę pszenną (w tym niektóre cukierki, nadziewana czekolada), - wędliny takie jak: kaszanka, pasztetowa, salceson (zawierają domieszkę glutenu), - kawa zbożowa, - wszystkie inne produkty zawierające dodatki pszenicy, żyta, jęczmienia – również w formie przetworzonej, - w Polsce – także produkty zawierające owies ze względu na stałe zanieczyszczenie owsa ziarnami innych zbóż. |

| Niektóre produkty spożywcze dozwolone w chorobie trzewnej |
| --- |
| - ryż, mąka ryżowa, płatki i kaszki ryżowe, pieczywo ryżowe, - kukurydza, mąka kukurydziana, płatki i chrupki kukurydziane (o ile nie zawierają glutenu), - ziemniaki i mąka ziemniaczana, - mąka kokosowa, - soja, tapioka, sorgo, proso, - makaron ryżowy i inne makarony bezglutenowe, - kasze: gryczana i jaglana, quinoa, - wszystkie owoce i warzywa, - orzechy, - mięso, wędliny (o ile nie zawierają glutenu), ryby, - mleko, przetwory mleczne (o ile nie zawierają glutenu), - jaja, - oleje i tłuszcze, - cukier, miód, - ciastka bezglutenowe, słodycze bezglutenowe, czekolada bez nadzienia (o ile nie jest zanieczyszczona glutenem), - kawa naturalna, herbata (o ile nie zawiera glutenu), kakao naturalne, - pieczywo bezglutenowe, - wszystkie produkty opisane słownie „produkt bezglutenowy”. |

Należy również pamiętać o produktach, które stanowią tak zwane ukryte źródło glutenu, takie jak konserwy, aromaty np. w herbatach, skrobia modyfikowana znajdująca się w różnych produktach, przyprawy. Piwa, w produkcji którego używana jest pszenica, pacjenci nie powinni spożywać, natomiast mocne alkohole wyprodukowane ze zbóż, będące wysokoprocentowymi destylatami, są dobrze tolerowane przez chorych. Także wędliny, kiełbasy, parówki, śmietana i inne produkty spożywcze mogą zawierać gluten.
Zgodnie z przepisami obowiązującymi w Unii Europejskiej od 1 stycznia 2012 roku określenie słowne „produkt bezglutenowy” wolno stosować na etykietach i w reklamach produktów w przypadkach, gdy zawartość glutenu nie przekracza 20 mg/kg (20 ppm) w żywności sprzedawanej konsumentowi końcowemu, a produkty o zawartości nie więcej niż 100 mg/kg żywności należy określać jako „produkt o bardzo niskiej zawartości glutenu”.
Monitorowanie choroby polega na okresowej kontroli objawów, ocenie rozwoju i okresowym badaniu specyficznych przeciwciał. Po 6 miesiącach od wprowadzenia diety bezglutenowej należy ocenić obecność objawów oraz oznaczyć tTG. Jeśli po 6 miesiącach przeciwciała nadal są obecne, należy ocenić przestrzeganie diety.

## Definicja z Oslo
W 2012 roku podjęto próbę uporządkowania nomenklatury chorób wywoływanych spożyciem glutenu (ang. gluten-related disorders). Proponowany podział zaburzeń związanych z glutenem:
- celiakia,
- choroba Dühringa,
- ataksja związana z glutenem (ang. gluten ataxia),
- nieceliakalna nadwrażliwość na gluten[57].

Nie zaleca się stosowania terminów: nadwrażliwość na gluten, nietolerancja glutenu.
Nieceliakalna nadwrażliwość na gluten jest zdefiniowana jako stan, w którym występują objawy wywoływane przez gluten przy jednoczesnej nieobecności tTG i EmA oraz zapalenia jelit. Haplotyp HLA DQ2 lub DQ8 nie musi być obecny. Objawy ze strony przewodu pokarmowego mogą być podobne. Podstawową różnicą nieceliakalnej nadwrażliwości na gluten od celiakii jest nieobecność przeciwciał tTg i EmA, prawidłowy obraz histopatologiczny wycinka z dwunastnicy oraz inne towarzyszące choroby autoimmunologiczne.
Rozpoznanie nieceliakalnej nadwrażliwości na gluten jest diagnozą z wykluczenia, która opiera się na różnicowaniu z celiakią oraz z alergią na zboże. Celiakia zostaje wykluczona poprzez stwierdzenie nieobecności przeciwciał tTG, EmA oraz ujemnego wyniku biopsji jelita (również postać potencjalna celiakii zostaje wykluczona przez stwierdzenie nieobecności przeciwciał, dodatkowym potwierdzeniem jest nieobecność typowego haplotypu). Nieceliakalna nadwrażliwość na gluten zostaje potwierdzona przez powtórne wprowadzenie glutenu do diety (tzw. prowokacja glutenem, ang. gluten challenge) i nawrót objawów. W leczeniu również stosuje się dietę bezglutenową.
Zdarza się, że u jednego pacjenta współistnieją zarówno alergia pokarmowa na gluten, jak i celiakia. Alergia może być przejściowa, więc po jej ustąpieniu przywraca się dietę glutenową, która nadal szkodzi osobom z celiakią. Stąd rozpoznanie alergii na gluten zdaniem specjalistów nie powinno zwalniać z badania pod kątem celiakii.
Proponuje się również następujący podział postaci choroby:
- klasyczna – jest to postać choroby z objawami zaburzeń wchłaniania. Do rozpoznania wymagana jest obecność biegunki, stolców tłuszczowych, utrata masy lub zahamowanie wzrostu.
- nieklasyczna – jest to postać choroby bez objawów zaburzeń wchłaniania.
- typowa – historycznie typowa postać choroby obejmowała objawy związane z zespołem złego wchłaniania, obecnie obraz „typowej” celiakii uległ zmianie, dlatego nie zaleca się używania tego terminu.
- atypowa – pojęcie związane z historycznym określeniem „typowej” celiakii, w tym ujęciu jest to zespół objawów celiakii nieobejmujących typowego zespołu złego wchłaniania.
- cicha – jest to pojęcie równoważne z bezobjawową celiakią, pojęcie nie powinno być stosowane.
- jawna – jest to postać choroby z typowymi objawami ze strony przewodu pokarmowego lub objawami pozajelitowymi. Termin nie powinien być stosowany, zaleca się stosowanie pojęcia celiakia objawowa.
- subkliniczna – jest zdefiniowana jako postać celiakii, która jest poniżej progu wykrywalności klinicznej bez objawów, które w praktyce uruchomiłyby diagnostykę w kierunku celiakii.
- potencjalna – jest to postać choroby z prawidłową błoną śluzową jelita, w której w grupie zwiększonego ryzyka choroby występuje dodatni wynik badań serologicznych w kierunku celiakii.
- bezobjawowa – jest to postać choroby bez występowania objawów klinicznych, które ustępowałyby po wycofaniu glutenu. Rozpoznanie zwykle jest stawiane w wyniku wykonania badań przesiewowych.
- oporna (RCD) – jest definiowana jako utrzymujące się lub nawracające objawy zespołu złego wchłaniania po wykluczeniu glutenu przez 12 miesięcy z trwającym zanikiem kosmków jelitowych. U większości pacjentów nie wykrywa się przeciwciał EMA lub tTG, jednak ich obecność nie wyklucza rozpoznania. Nawracającą celiakię dzieli się na dwie grupy. Typ I charakteryzuje się zwiększoną liczbą wewnątrznabłonkowych limfocytów (IEL). Typ II cechuje się klonalną proliferacją nieprawidłowych IEL. Limfocyty cechują się utratą powierzchniowych CD3, CD4 i CD8 z zachowaną ekspresją wewnątrzcytoplazmatyczną CD3 (CD3ε) w >50% limfocytów śródnabłonkowych ocenionych immunohistochemią lub >20% w ocenionych w cytometrii przepływowej; wykrywa się też klony z przegrupowaniem łańcuchów receptorów limfocytów T (γ lub δ) w reakcji łańcuchowej polimerazy[59][60][61].

## Celiakia oporna (RCD) a celiakia oporna objawowo (nieodpowiadająca)
Istnieje pewna grupa pacjentów, którzy wydają się nie reagować na dietę bezglutenową. U tych pacjentów należy rozważyć diagnozę „opornej celiakii”. Oporna celiakia może być zdefiniowana jako utrzymujące się objawy zespołu złego wchłaniania po wykluczeniu glutenu przez 12 miesięcy z trwającym zanikiem kosmków jelitowych. Rozpoznanie takie postawić można dopiero po 12 miesiącach, co jest spowodowane faktem, że u 40% po roku leczenia dietą bezglutenową wciąż występuje zanik kosmków. Jednak większość celiakii nieodpowiadającej na leczenie nie jest celiakią oporną, w rzeczywistości jest celiakią oporną objawowo, która nie odpowiada definicji histologicznej celiakii opornej.
Może to być spowodowane następującymi sytuacjami:
- niekompletne wykluczenie glutenu z diety – gluten jest obecny w wielu produktach spożywczych, często nawet u zmotywowanych i przeszkolonych pacjentów występują trudności z całkowitym wycofaniem glutenu[62].
- różna wrażliwość na gluten – większość pacjentów może tolerować śladowe ilości glutenu (10-20 mg/kg), jednak u części rozwijają się objawy poniżej progu uważanego za bezpieczny[62].
- objawy niezwiązane z celiakią – zakres prezentowanych objawów jest dość szeroki i objawy mogą pokrywać się z innymi stanami chorobowymi[62].
- wtórne przyczyny objawów – celiakia jest również związana z wtórną nietolerancją laktozy, której objawy mogą utrzymywać się mimo odnowy kosmków jelitowych. Inne zaburzenia powstałe w wyniku celiakii obejmują limfocytarne zapalenie okrężnicy i niewydolność zewnątrzwydzielniczą trzustki, stany te mogą powoli i słabo reagować na wycofanie glutenu[62].
- stany powiązane z celiakią – celiakii mogą towarzyszyć choroby autoimmunologiczne, które nie odpowiadają na wycofanie glutenu[62].
- nieprawidłowe rozpoznanie[62].

Rozpoznanie opornej celiakii jest trudne i kontrowersyjne. Uważa się, że w większości przypadków istnieje spożycie glutenu lub wrażliwość na gluten jest tak duża, że jego eliminacja jest trudna albo wręcz niemożliwa. W wyniku analizy limfocytów w śluzówce dwunastnicy pacjentów z celiakią oporną odkryto nieprawidłowe limfocyty, których obecność ułatwia zdefiniowanie RCD. Atypowe limfocyty wykazują podobieństwo do komórek występujących w enteropatycznym chłoniaku T-komórkowym (EATL, ang. enteropathy-associated T-cell lymphoma). Cechują się brakiem ekspresji powierzchniowych antygenów CD3 i CD8, ale zachowując wewnątrzkomórkowe CD3, wykazują również obecność klonalnej rearanżacji receptora komórek T (TCR). Zatem oporna celiakia jest definiowana jako utrzymujące się lub nawracające objawy zespołu złego wchłaniania po wykluczeniu glutenu przez 12 miesięcy z trwającym zanikiem kosmków jelitowych. U większości pacjentów nie wykrywa się przeciwciał EMA lub tTG, jednak ich obecność nie wyklucza rozpoznania. Nawracającą celiakię dzieli się na dwie grupy. Typ I charakteryzujący się zwiększoną (> 20 limfocytów na 100 enterocytów) liczbą wewnątrznabłonkowych limfocytów (IEL) bez nieprawidłowości. Typ II cechuje się klonalną proliferacją nieprawidłowych IEL. Limfocyty cechują się utratą powierzchniowych CD3, CD4 i CD8 z zachowaną ekspresją wewnątrzcytoplazmatyczną CD3 (CD3ε) w >50% limfocytów śródnabłonkowych ocenionych immunohistochemią lub >20% w ocenionych w cytometrii przepływowej, wykrywa się w nim też klony z przegrupowaniem łańcuchów receptorów limfocytów T (γ lub δ) w reakcji łańcuchowej polimerazy.
Zarówno typ I jak typ II wiążą się z gorszymi wynikami leczenia celiakii. Progresja do chłoniaka EATL w typie I jest bardzo rzadka. W typie II progresja do EATL może występować od 32 do 67%.
Powikłaniem opornej celiakii może być wrzodziejące zapalenie jelita cienkiego (ang. ulcerative jejunitis). Zapalenie jest również spowodowane przez atypowe limfocyty IEL, jednak owrzodzenia pojawiają się bez obecności chłoniaka EATL. Wrzodziejące zapalenie jelita cienkiego znacznie częściej występuje w typie II RCD.
Leczenie celiakii opornej powinno być prowadzone w specjalistycznych ośrodkach. Wymaga wzmożonego nadzoru lekarskiego, ścisłego przestrzegania diety i ponownej oceny wykluczenia glutenu. Obecnie nie ma wystarczających dowodów, aby zalecić konkretną terapię.
Stosowanie kortykosteroidów jest kontrowersyjne. W kilku badaniach za pomocą prednizolonu uzyskano pewną odpowiedź histologiczną (30–40%), jednak terapia prowadziła do istotnych skutków ubocznych. W innych badaniach nie uzyskano żadnej odpowiedzi na tego typu leczenie. Opisywano próby leczenia mniej szkodliwym budezonidem, które miały przynosić subiektywną poprawę. Jednak poprawy histologicznej nie opisywano, a u pięciu z sześciu badanych pacjentów wystąpiła osteoporoza. Dodatkowym problemem jest fakt, że wielu pacjentów powoli reaguje na leczenie dietą bezglutenową, a nie na zastosowane leczenie farmakologiczne.
Do leczenia opornej celiakii wykorzystano również azatioprynę, jednak często zachodziła konieczność przerywania leczenia z powodu efektów ubocznych. Jednocześnie wykazano poprawę histologiczną u 8 z 10 badanych pacjentów. Badano również kladrybinę, która jest lepiej tolerowana i może wywoływać odpowiedź kliniczną i histologiczną.
Na małych grupach pacjentów badano zastosowanie również innych leków. Oceniano zastosowanie alemtuzumabu, infliksymabu, metotreksatu, rekombinowanej IL-10. Wykazywano kliniczną poprawę bez poprawy obrazu histopatologicznego.

## Badane nowe metody leczenia
Mimo wielokierunkowych badań nad nowymi metodami leczenia wciąż podstawową terapią pozostaje ścisła dieta bezglutenowa. Pożądanym efektem nowych terapii mogłoby być umożliwienie spożywania niewielkich ilości glutenu, co znacznie poprawiłoby komfort życia chorych.
- Prolylendopeptydaza – jest to endoproteolityczny enzym mikroorganizmów oraz roślin. Enzym rozszczepia bogaty w prolinę gluten na mniejsze peptydy, które mogą być trawione przez enzymy jelitowe. Stwierdzono zmniejszenie nasilenia zespołu złego wchłaniania w wyniku stosowania tego leku[84][85]. Jednak enzym wykazuje ograniczoną przydatność kliniczną ze względu na wymaganą wstępną 3-godzinną inkubację enzymu z żywnością[86].
- ALV003 – jest to mieszanina dwóch glutaminaz, enzymów mogących rozłożyć gluten[87]. W randomizowanym badaniu ALV003 nie powoduje złagodzenia objawów, jednak może prowadzić do zmniejszenia uszkodzeń błony śluzowej jelita w porównaniu z placebo[87].
- Lactobacillus – bakteria w wyniku fermentacji może prowadzić do lizy glutenu, zmniejszając jego immunogenność[88][89].
- VSL – jest to probiotyk zawierający bakterie Bifidobacterium, Lactobacillus oraz Streptococcus salivarius. Może być używany do wstępnej obróbki mąki w przemyśle spożywczym do uzyskiwania produktów bezglutenowych[90].
- Larazotyd – jest to syntetyczny heksapeptyd pochodzący z toksyny Vibrio cholerae. Jest on stosowany do zamykania poluzowanych w procesie patologicznym ścisłych połączeń między komórkami nabłonka, hamując tym samym absorpcję gliadyny[91]. Ta strategia leczenia musiałaby być łączona z innymi lekami[85]. Nie zaobserwowano znaczącej różnicy w porównaniu z placebo[92].
- Syntetyczny polimer HEMA-co-SS – formuje kompleksy z gliadyną, redukując jej wpływ na nabłonek jelitowy. Poprzez pogorszenie skuteczności działania enzymów trawiennych na gliadynę zmniejsza powstawanie bardziej immunogennych peptydów[93][94]. Konieczne są dalsze badania przed przeprowadzeniem prób klinicznych[62].
- Doustne przeciwciało antygliadynowe – jest to forma biernej immunoterapii, może być alternatywą dla neutralizacji gliadyny w przewodzie pokarmowym i zapobieganiu jej wchłaniania. Wykorzystywane są przeciwciała żółtka jaja kurzego, które można stosunkowo łatwo masowo i ekonomicznie otrzymywać z żółtek. Myszy karmione przeciwciałami wykazywały minimalne wchłanianie glutenu[95].
- Selektywne blokowanie transglutaminazy tkankowej – jest obiecującym potencjalnym sposobem hamowania procesu zapalnego wywołanego spożyciem glutenu[85].
- Immunoterapia – w patogenezie celiakii znaczącą rolę pełni nieprawidłowa odpowiedź immunologiczna na gluten. Jest to podstawa teoretyczna do stworzenia immunoterapii mającej na celu wywołanie tolerancji immunologicznej na gluten.[85].
- Modyfikacja odpowiedzi immunologicznej – postuluje modyfikowanie odpowiedzi poprzez blokowanie prezentacji antygenu (HLA-bloker), blokowanie interleukin (IL-10, IL-15) i blokowaniu receptora NKG2D[85].

## Profilaktyka choroby trzewnej
Wyniki wielu badań dowodzą, że stopniowe wprowadzanie glutenu przy jednoczesnym karmieniu piersią zmniejsza ryzyko rozwoju choroby trzewnej. Wprowadzenie glutenu do diety w pierwszych 3 miesiącach życia pięciokrotnie zwiększa ryzyko zachorowania na celiakię w porównaniu z wprowadzeniem go w wieku 4–6 miesięcy. Należy również unikać wprowadzania glutenu po 7 miesiącu życia. Według nowych schematów żywienia niemowląt gluten należy wprowadzać do diety stopniowo w małych ilościach w 5–6 miesiącu życia w przypadku karmienia piersią, a w przypadku karmienia mlekiem modyfikowanym najwcześniej w 5 i najpóźniej do końca 6 miesiąca życia. Dawka ekspozycyjna powinna wynosić 2–3 gramy (np. kaszy manny) na 100 ml posiłku, w kolejnych 2 miesiącach zwiększa się ją do 4–6 gramów.

## Konsekwencje społeczne
Celiakia, podobnie jak inne zaburzenia związane z glutenem, może utrudniać wypełnianie niektórych praktyk religijnych, jak przyjmowanie komunikantów, które zgodnie z doktryną Kościoła katolickiego muszą być pszenne. Dla wiernych chorych na celiakię przewidziane są specjalne hostie niskoglutenowe (dopuszczone jest również przyjmowanie Komunii jedynie pod postacią wina).

## Historia

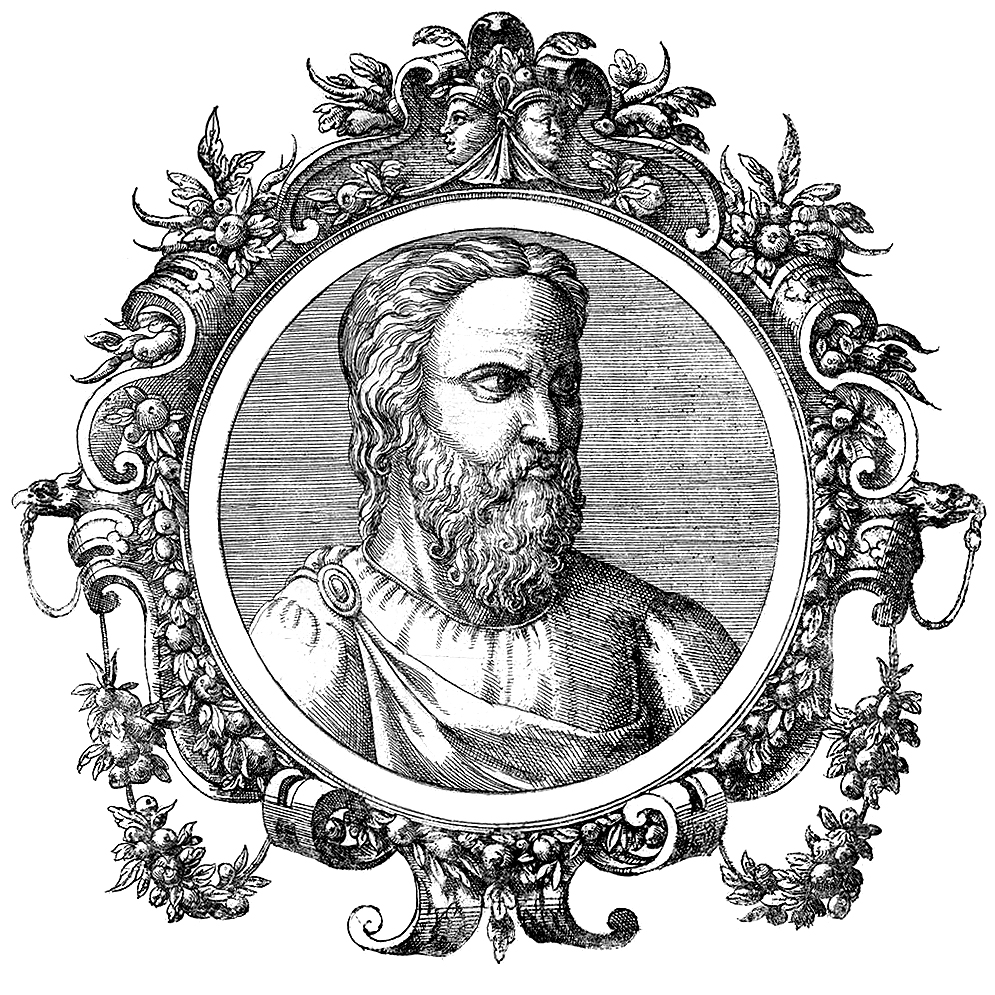
Areteusz z Kapadocji

Celiakia została odkryta i po raz pierwszy opisana poprzez Wilhelma-Karela Dickego w 1950 roku. Ten holenderski pediatra zauważył przypadki, że niektóre dzieci mają niespecyficzne objawy po tym jak nakarmiono je chlebem, którego nie jadły przez 4 lub 5 miesięcy. Było to związane z dostawą mąki na chleb zorganizowanym przez Szwedzki Czerwony Krzyż w lutym 1945 roku dla głodujących w Holandii w czasie tak zwanej głodowej zimy. W 1952 wykazano, że przyczyną objawów jest gluten. Zanik kosmków jelitowych w chorobie trzewnej został opisany przez brytyjskiego lekarza Johna W. Paulleya w 1954 roku. Charakter dziedziczny choroby udowodniono w 1965 roku. W 1966 roku z nadwrażliwością na gluten połączono opryszczkowate zapalenie skóry. W 1983 polski uczony Tadeusz Chorzelski jako pierwszy opisał markery immunologiczne choroby, udowadniając autoimmunologiczne podłoże celiakii.
Przed odkryciem celiakii, w 1950 roku, istniały wzmianki o objawach chorobowych zbliżonych do objawów tej choroby. Na przełomie I i II wieku n.e. grecki lekarz Areteusz z Kapadocji pod nazwą „koiliakos” (od greckiego słowa koilia – brzuch) opisał zespół niedożywienia z przewlekłą biegunką, choć objawy są zbieżne z chorobą trzewną, to ich występowanie powszechnie towarzyszyło głodowaniu. W 1888 roku angielski pediatra, Samuel Gee, w pracy „On the coeliac affection” opisał przypadki zespołu chorobowego, którego objawami były biegunka tłuszczowa, wodobrzusze, wyniszczeniem i zahamowaniem wzrostu.  Gee leczył swoich pacjentów za pomocą diety, z której wyeliminował wiele produktów i ograniczył spożywanie pieczywa. Dieta przyniosła poprawę jedynie u części pacjentów ponieważ przyczyny opisanych objawów mogły być różne (w tym celiakia, nowotwór trzustki lub mukowiscydoza). W latach dwudziestych popularność zyskała tzw. dieta bananowa. W 1924 roku Sidney Haas opisał skuteczne leczenie ośmiu dzieci z nieznaną wówczas chorobą układu pokarmowego za pomocą diety opartej na bananach.

## Wpływ celiakii na psychikę

### Badania wpływu celiakii na psychikę
Ogólnokrajowe, oparte na rejestrze, dopasowane badanie kohortowe w Szwecji z udziałem 10 903 dzieci (w wieku <18 lat) z celiakią i 12 710 ich rodzeństwa. Oceniliśmy ryzyko zaburzeń psychicznych w dzieciństwie (dowolne zaburzenia psychiczne, zaburzenia psychotyczne, zaburzenia nastroju, zaburzenia lękowe, zaburzenia odżywiania, nadużywanie substancji psychoaktywnych, zaburzenia zachowania, zespół nadpobudliwości psychoruchowej z deficytem uwagi [ADHD], zaburzenia ze spektrum autyzmu [ASD] i niepełnosprawność intelektualna). HR przyszłych zaburzeń psychicznych u dzieci z celiakią i ich rodzeństwa oszacowano na podstawie regresji Coxa. Związek między wcześniejszą diagnozą zaburzenia psychicznego a obecną celiakią oceniano za pomocą regresji logistycznej.
Wyniki badań
W porównaniu z populacją ogólną, dzieci z celiakią miały 1,4 razy większe ryzyko wystąpienia zaburzeń psychicznych w przyszłości. Celiakia w dzieciństwie została zidentyfikowana jako czynnik ryzyka zaburzeń nastroju, zaburzeń lękowych, zaburzeń odżywiania, zaburzeń zachowania, ADHD, ASD i niepełnosprawności intelektualnej. Ponadto, wcześniejsze rozpoznanie zaburzeń nastroju, odżywiania lub zachowania było częstsze przed rozpoznaniem celiakii. Z kolei rodzeństwo pacjentów z celiakią nie było narażone na zwiększone ryzyko wystąpienia żadnego z badanych zaburzeń psychicznych.